# Rondania junatovi
Rondania junatovi är en tvåvingeart som beskrevs av Richter 1979. Rondania junatovi ingår i släktet Rondania och familjen parasitflugor. Inga underarter finns listade i Catalogue of Life.